# Khek Khemrin
Khek Khemrin (sinh ngày 10 tháng 1 năm 1989) là một cầu thủ bóng đá người Campuchia thi đấu cho National Defense Ministry ở Giải bóng đá vô địch quốc gia Campuchia và đội tuyển quốc gia Campuchia.

## Danh hiệu

### Câu lạc bộ
National Defense Ministry
- Hun Sen Cup: 2010, 2016